# Баса (сир)
Баса, позната и као личка баса или петровачка баса je аутохтона врста меког белог сира, која се традиционално припрема у Лици и деловима Босанске Крајине. Најчешће се употребљава као сирни намаз. Сматра се специјалитетом ових крајева.

## Подела
Баса се традиционално дели на три врсте:
- посна баса, направљена од обраног млека;
- (стандардна) баса, направљена од обраног и пуномасног млека;
- баса помјеша, направљена од мешавине стандардне басе и скорупа.

## Производња
Јужним деловима Босанске Крајине доминирају планински крајеви са са крашким пољима и планинским висоравнима, чиме су природни услови пољопривреду овог подручја оријентисали ка сточарству. Међутим и поред тога, овде није дошло до масовне производње сира као робе која би се продала на тржишту, тако да се производња басе заснивала на примитивној производњи за сопствене потребе домаћинства.
Хрватски лист "Мљекарство" у чланку из 1962. посвећеном производњи сирева у јужним деловима Босанске Крајине наводи: "У једном дијелу ових крајева укорјењено је схватање да мљечни призводи нису тржна роба, јер припадају у дијелокруг домаћица (маја). Оваква схватања узрокују да се мљечни производи израђују на стари и примитиван начин, а то придоноси великој шароликости производа уз сиромашан асортиман.".
Анализа узорака басе са подручја Лике, коју је 1983. извршила др Љерка Кршев показала је да је индустријска производња басе за широко тржиште могућа уз корићење стандардне млекарске опреме.
У данашњем времену, комерцијална производња басе у Личко-сењској жупанији се одвија углавном у оквиру малих сеоских газдинстава. У Босанској Крајини производња је заступљена у околини Босанског Петровца, у мањем броју је заступљена и код неких произвођача у Војводини.
Општина Петровац-Дринић је као стратегију развоја општине (2011-2016) навела стварање услова за брендирање басе.

## Припрема
Углавном се припрема од крављег, a ређе од козијег и овчијег млека.
Производња сира се махом одвија у кућној радиности, и начин припреме може варирати како од места до места, тако и од домаћинства до домаћинства. Варијације у припреми се не заустављају само при технологији израде, већ и код сировина које се користе приликом израде.

### Рецептура
Према теренским истраживањима спроведеним 1974. у околини Врховине и Отачца, рецептура за припрему личке басе је била следећа:
1. Свеже помужено млеко се процеди кроз чисту газу, а затим се кува 15 минута на лаганој ватри.
2. Шерпа се склања са шпорета док се температура млека не спусти на 45 степени.
3. Након тога, уклања се скоруп са површине.
4. Млеко се прелива у посуду која се обично користи за сирење басе, и додаје му се кисело млеко од претходног дана. Однос је 1/2 супене кашике киселог млека на 1 литар млека.
5. Млеко се добро промеша, а затим лонац поклопи и прекрије чистом крпом и остави на топлом месту (поред шпорета).
6. Након 4-5 сати, долази до згрушавања млека, након чега се оно премешта у хладну просторију како би се охладило.
7. Охлађено млеко се пребацује у чисту ланену крпу, кроз коју се цеди сурутка наредних 18 сати.
8. Добијени меки сир се меша са скорупом и соли по жељи, након чега се додаци добро промешају са добијеним сиром.

## Хемијски састав
| Киселост | Масти | Соли | Сува материја | Масти у сувој материји | Вода  |
| -------- | ----- | ---- | ------------- | ---------------------- | ----- |
| 73,4 SH  | 16,7% | 0,9% | 24,2%         | 62,2%                  | 76,4% |

| Киселост | Масти  | Соли | Сува материја | Масти у сувој материји | Вода   |
| -------- | ------ | ---- | ------------- | ---------------------- | ------ |
| 65,9 SH  | 16,00% | 0,9% | 24,2%         | 64,00%                 | 75,00% |

## Популарна култура
У селу Смољана у општини Босански Петровац се традиционално одржава манифестација посвећена овом сиру под називом Дани басе и кромпира.
Драган Торбица, измишљени лик из ТВ серије Државни посао, велики је љубитељ ове хране и често се у тој серији спомиње у контексту крајишкога специјалитета.